# Ronde van Frankrijk 2018/Vijfde etappe
De vijfde etappe van de Ronde van Frankrijk 2018 werd verreden op woensdag 11 juli 2018 van Lorient naar Quimper.

## Parcours
De vijfde etappe was een heuvelrit over een afstand van 204,5 km. In deze rit moesten de renners eerst over 2 heuvels van vierde categorie en daarna 3 heuvels van derde categorie.

## Verloop
Deze etappe had een nerveus begin met onder andere een valpartij door een aanrijding met een motard. Bij deze val waren Gianni Moscon en Robert Kiserlovski betrokken, Kiserlovski gaf uiteindelijk op met een breuk in het schouderblad. Na enkel pogingen kwam er een kopgroep tot stand onder leiding van Sylvain Chavanel. Hij kreeg het gezelschap van Julien Vermote, Jasper De Buyst, Toms Skujins, Elie Gesbert en Nicolas Edet. Op de eerste klim van de dag liet Chavanel zijn medekoplopers achter en ging alleen op pad. Na de derde klim van de dag kwam de kopgroep terug samen, maar zonder Vermote, De Buyst en Gesbert. De vluchters halde de top van de vijfde en laatste beklimming van de dag nog, maar kort daarna werden ze ingelopen. Op 12 km van de finish lag ook nog de bonussprint waar Julian Alaphilippe won voor Greg Van Avermaet. Het peloton bereidde zich hierna voor op de sprint, waarin Peter Sagan won voor Sonny Colbrelli en Philippe Gilbert.

## Uitslag
| Rituitslag La Baule - Sarzeau (204,5 km) |                      |                     |          |
| Plaats                                   | Naam                 | Ploeg               | Tijd     |
| Winnaar                                  | Peter Sagan          | BORA-hansgrohe      | 4u48'06" |
| 2                                        | Sonny Colbrelli      | Bahrain-Merida      | z.t.     |
| 3                                        | Philippe Gilbert     | Quick-Step Floors   | z.t.     |
| 4                                        | Alejandro Valverde   | Movistar Team       | z.t.     |
| 5                                        | Julian Alaphilippe   | Quick-Step Floors   | z.t.     |
| 6                                        | Daniel Martin        | UAE Team Emirates   | z.t.     |
| 7                                        | Greg van Avermaet    | BMC Racing Team     | z.t.     |
| 8                                        | Søren Kragh Andersen | Team Sunweb         | z.t.     |
| 9                                        | Andrea Pasqualon     | Wanty-Groupe Gobert | z.t.     |
| 10                                       | Vincenzo Nibali      | Bahrain-Merida      | z.t.     |
|                                          |                      |                     |          |
| 25                                       | Bauke Mollema        | Trek-Segafredo      | z.t.     |

| Algemeen klassement |                      |                           |           |
| Plaats              | Naam                 | Ploeg                     | Tijd      |
| Gele trui           | Greg Van Avermaet    | BMC Racing Team           | 18u22'00" |
| 2                   | Tejay van Garderen   | BMC Racing Team           | + 2"      |
| 3                   | Philippe Gilbert     | Quick-Step Floors         | + 3"      |
| 4                   | Geraint Thomas       | Team Sky                  | + 5"      |
| 5                   | Julian Alaphilippe   | Quick-Step Floors         | + 6"      |
| 6                   | Bob Jungels          | Quick-Step Floors         | + 9"      |
| 7                   | Tom Dumoulin         | Team Sunweb               | + 13"     |
| 8                   | Søren Kragh Andersen | Team Sunweb               | z.t.      |
| 9                   | Rigoberto Urán       | EF Education First-Drapac | + 37"     |
| 10                  | Rafał Majka          | BORA-hansgrohe            | + 52"     |

## Nevenklassementen
| Puntenklassement |                    |                   |        |
| Plaats           | Naam               | Ploeg             | Punten |
| Groene trui      | Peter Sagan        | BORA-hansgrohe    | 180    |
| 2                | Fernando Gaviria   | Quick-Step Floors | 147    |
| 3                | Alexander Kristoff | UAE Team Emirates | 78     |

| Bergklassement |                  |                |        |
| Plaats         | Naam             | Ploeg          | Punten |
| Bolletjestrui  | Toms Skujiņš     | Trek-Segafredo | 4      |
| 2              | Sylvain Chavanel | Direct Énergie | 4      |
| 3              | Lilian Calmejane | Direct Énergie | 3      |

| Jongerenklassement |                      |                 |           |
| Plaats             | Naam                 | Ploeg           | Tijd      |
| Witte trui         | Søren Kragh Andersen | Team Sunweb     | 18u22'13" |
| 2                  | Egan Bernal          | Team Sky        | + 1'08"   |
| 3                  | Magnus Cort          | Astana Pro Team | + 1'39"   |

| Ploegenklassement |                   |           |
| Plaats            | Ploeg             | Tijd      |
|                   | Quick-Step Floors | 55u45'20" |
| 2                 | BMC Racing Team   | + 23"     |
| 3                 | Team Sunweb       | + 44"     |
| 4                 | Team Sky          | + 1'54"   |
| 5                 | Mitchelton-Scott  | + 3'27"   |

## Opgaven
- Robert Kiserlovski (Team Katjoesja Alpecin): gaf op vanwege een breuk in de schouder
- Michael Matthews (Team Sunweb): gaf op wegens ziekte

1e etappe ·
2e etappe ·
3e etappe ·
4e etappe ·
5e etappe ·
6e etappe ·
7e etappe ·
8e etappe ·
9e etappe ·
10e etappe ·
11e etappe ·
12e etappe ·
13e etappe ·
14e etappe ·
15e etappe ·
16e etappe ·
17e etappe ·
18e etappe ·
19e etappe ·
20e etappe ·
21e etappe
Startlijst · Eindstanden · Afbeeldingen